# Carl Otto Bartning
Carl Otto Bartning (* 2. September 1909 in Grunewald bei Berlin; † 11. November 1983 in Berlin) war ein deutscher Filmeditor.

## Leben
Carl Otto Bartning, Sohn des Malers und Kunstprofessors Ludwig Bartning, erhielt seine Ausbildung von 1928 bis 1932 bei der Filmgesellschaft Tobis. Bereits in den 1930er Jahren war er für den Schnitt vieler deutscher Filmproduktionen zuständig.
Während des Zweiten Weltkrieges beteiligte er sich in seiner Funktion als Schnittmeister an der propagandistischen Aufbereitung von Filmmaterial über das Kriegsgeschehen. Ab 1950 edierte er bis in die 1970er Jahre zahlreiche bundesdeutsche Erzeugnisse, darunter auch Bernhard Wickis drastischen Antikriegsfilm Die Brücke (1959).
Außerdem trat Bartning als Grafiker in Erscheinung. So wurden 1966 in der Berliner "galerie miniature" (Camilla Speth) Lithografien von ihm gezeigt (Motive zu Kafka).
Carl Otto Bartning starb 1983 im Alter von 74 Jahren in Berlin. Sein Grab befindet sich auf dem St.-Annen-Kirchhof in Berlin-Dahlem. Er ruht dort neben seinen Eltern.

## Filmografie (Auswahl)
- 1930: Nur Du
- 1931: Eine Stunde Glück
- 1931: Die Abenteurerin von Tunis
- 1931: Ein ausgekochter Junge
- 1932: Unter falscher Flagge
- 1932: Strafsache van Geldern
- 1932: Kaiserwalzer
- 1933: Polizeiakte 909 (Taifun)
- 1934: Stoßtrupp 1917
- 1934: Abenteuer eines jungen Herrn in Polen
- 1934: Peer Gynt
- 1935: Hundert Tage
- 1935: Nacht der Verwandlung
- 1935: Vergiß mein nicht
- 1935: Der Mann mit der Pranke
- 1936: Mädchenjahre einer Königin
- 1936: Boccaccio
- 1936: Glückskinder
- 1936: Die Nacht mit dem Kaiser
- 1937: Gasparone
- 1937: Sieben Ohrfeigen
- 1937: Sein bester Freund
- 1938: Der unmögliche Herr Pitt
- 1938: Nanon
- 1939: Ein hoffnungsloser Fall
- 1939: D III 38
- 1940: Feuertaufe
- 1940: Sprung in den Feind
- 1950: Insel ohne Moral
- 1951: Der Verlorene
- 1952: Der bunte Traum
- 1953: Die Stärkere
- 1953: Das tanzende Herz
- 1954: Ein Leben für Do
- 1954: Konsul Strotthoff
- 1954: Die Hexe
- 1955: Der Himmel ist nie ausverkauft
- 1955: Ein Mann vergißt die Liebe
- 1955: Vor Gott und den Menschen
- 1955: Alibi
- 1956: Kitty und die große Welt
- 1957: Der Stern von Afrika
- 1957: Haie und kleine Fische
- 1958: Stefanie
- 1958: Schmutziger Engel
- 1958: Scampolo
- 1959: Die Brücke
- 1960: Die Fastnachtsbeichte
- 1960: Stefanie in Rio
- 1961: Das Wunder des Malachias
- 1961: Das letzte Kapitel
- 1962: Die Tür mit den sieben Schlössern
- 1962: Das Gasthaus an der Themse
- 1964: Herrenpartie
- 1964: Ein Frauenarzt klagt an
- 1965: Freispruch für Old Shatterhand (Fernsehfilm)
- 1969: Rumpelstilz
- 1970: X 312 – Flug zur Hölle
- 1974: Auch ich war nur ein mittelmäßiger Schüler
- 1974: Sie sind frei, Dr. Korczak
- 1977: Es muss nicht immer Kaviar sein (Serie)